# Textos clássicos chineses
Textos clássicos chineses ou textos canônicos chineses (chinês: 典籍, pinyin: diǎnjí) referem-se aos textos chineses anteriores à dinastia Chim, especialmente os quatro livros e cinco clássicos (四書五經), de Confúcio. Todos esses textos que precedem a dinastia Chim foram escritos em Chinês clássico. Eles podem ser denominados jing (經). 
Menos especificamente, textos clássicos chineses pode se referir a textos, sejam eles escritos em Chinês vernacular ou em Chinês clássico, que existiram antes de 1912, quando a última dinastia imperial chinesa, a dinastia Chingue, caiu. Esses podem incluir shi (史, escritos históricos), zi (子, escritos filosóficos pertencentes a escolas de pensamento não confucionista, como também textos sobre agricultura, rizicultura, medicina, matemática, astronomia, adivinhação, crítica artística, e todo tipo de miscelânea textual) e ji (集, escritos literários), assim como jing.  
Nas dinastias Mingue e Chingue, os quatro livros e cinco clássicos, clássicos textos chineses escolhidos pelo neoconfucionista Zhu Xi, da dinastia Songue, foram objeto de estudo obrigatório para aqueles confucionistas eruditos que desejavam se tornar oficiais do governo. Qualquer discussão política era carregada de referências com este plano de fundo, e ninguém poderia ser um intelectual, ou mesmo um militar, sem conhecê-los. Geralmente, as crianças estudavam, primeiramente, os caracteres chineses com uma memorização através da repetição do Clássico de Três Caracteres e Cem Sobrenomes Familiares, então passariam à memorização de outros clássicos, possibilitando a sua ascensão na hierarquia social.